# Мостолес
Мостолес (на испански: Móstoles) е град-община, предградие в Испания, намиращо се на 18 км югозападно от Мадрид. Населението му е 206 589 души (по данни към 1 януари 2017 г.).
Основна част от икономиката на Мостолес е съставена от леката и тежката индустрия (има 7 индустриални полигона от 40 в област Мадрид), и сектора на логистиката и международния транспорт и търговия.
Също така на територията на предградието има изследователски център на испанската нефтопреработвателна компания Репсол, който осигурява значителен брой постоянни работни места.
Мостолес е и един от университетските центрове на Мадрид, като тук се намират кампусите на 2 Университета.
На територията на предградието има 5 станции на Мадридското метро (Universidad Rey Juan Carlos, Móstoles Central, Pradillo, Hospital de Móstoles и Manuela Malasaña) и 2 гари на регионалните железници (Móstoles и Móstoles-El Soto), които улесняват достъпа до центъра на Мадрид.
След приемането на България в ЕС, броят на българите, заселили се тук непрекъснато нараства.
Изключение прави 2009 година, след като поради увеличената безработица числеността на българската диаспора се запазва и дори бележи лек спад в началото на 2010 година.